# Valtierra
Valtierra est une ville et une commune dans la province de la Navarre ou communauté Forale de Navarre dans le Nord de l'Espagne.
Elle est située dans la zone non bascophone de la province. Le castillan est la seule langue officielle alors que le basque n’a pas de statut officiel.

## Localités limitrophes
Arguedas, Castejón, Alfaro, Cadreita, Bardenas Reales

## Démographie
| Évolution démographique                                   | Évolution démographique | Évolution démographique | Évolution démographique | Évolution démographique | Évolution démographique | Évolution démographique | Évolution démographique | Évolution démographique | Évolution démographique | Évolution démographique |
| 1996                                                      | 1998                    | 1999                    | 2000                    | 2001                    | 2002                    | 2003                    | 2004                    | 2005                    | 2006                    | 2007                    |
| --------------------------------------------------------- | ----------------------- | ----------------------- | ----------------------- | ----------------------- | ----------------------- | ----------------------- | ----------------------- | ----------------------- | ----------------------- | ----------------------- |
| 2 459                                                     | 2 423                   | 2 422                   | 2 430                   | 2 430                   | 2 441                   | 2 430                   | 2 433                   | 2 415                   | 2 516                   | 2 526                   |
| Sources: Valtierra et instituto de estadística de navarra |                         |                         |                         |                         |                         |                         |                         |                         |                         |                         |

## Personnalités
- Andrés Larraga Montaner (1861-1931) : peintre.
- Agustín Perez Soriano (1846-1907) : compositeur.

### Sources
- (es) Cet article est partiellement ou en totalité issu de l’article de Wikipédia en espagnol intitulé « Valtierra » (voir la liste des auteurs).